# Shelbourne FC
Der Shelbourne Football Club ist ein 1895 gegründeter Fußballverein aus dem Stadtteil Drumcondra der irischen Hauptstadt Dublin. Shelbourne war 1921 Gründungsmitglied der League of Ireland und gehörte ihr mit einer zweijährigen Unterbrechung (1934–1936) seitdem bis zum Lizenzentzug 2006 ununterbrochen an. Seit der Spielzeit 2022 ist der Klub wieder erstklassig und wurde 2024 zum 14. Mal nationaler Meister.

## Geschichte
1905 wurde Shelbourne erstmals erstklassig, damals noch in der gesamtirischen Liga. Bereits im ersten Jahr wurde das Finale des gesamtirischen Pokals erreicht, der Verein verlor aber mit 0:3 gegen den Distillery F.C. aus Belfast. Aber als im nächsten Jahr wieder das Finale erreicht wurde, konnte dieser durch ein 2:0-Sieg gegen Belfast Celtic das erste Mal von einem Verein aus der späteren Republik Irland errungen werden. Der gesamtirische Pokal konnte vor der Unabhängigkeit des Südens der Insel noch weitere zweimal gewonnen werden, 1911 und 1920.
1921 gehörte Shelbourne dann zu den Gründern der League of Ireland; in den ersten zehn Jahren derselben konnte die Meisterschaft dreimal gewonnen werden 1926, 1929 und 1931, doch 1934 wurde sie aus der Liga ausgeschlossen. Nach der Wiederaufnahme 1936 gelang 1939 endlich auch ein Sieg des Pokals des irischen Freistaates. Auf die drei Meistertitel 1944, 1947 und 1953 folgte eine Durststrecke bis zum Anfang der 1960er Jahre. Neben Pokalsiegen 1960 und 1963 sowie der Meisterschaft 1962 konnte 1964 erstmals in einem europäischen Wettbewerb, dem Messepokal, die erste Runde überstanden werden; nach zwei Unentschieden konnte Belenenses Lissabon im Entscheidungsspiel mit 2:1 besiegt werden. In der zweiten Runde schied man mit zwei 0:1 verlorenen Spielen gegen Atlético Madrid durchaus ehrbar aus.
Das nächste Mal konnte Shelbourne erst in den 1990er Jahren national wie auf europäischer Ebene Erfolge erreichen. 1992 gewann man die Meisterschaft und 1993 den Pokal, 1993 konnte auch das zweite Mal die zweite Runde eines europäischen Pokals, diesmal des Pokalsieger-Pokals, erreicht werden. Seit 1995 sind die Reds jedes Jahr in europäischen Bewerben vertreten gewesen, schieden aber bis 1999 jedes Mal in der ersten Runde aus. 2000 war dann das Jahr der Reds, das Double aus Meisterschaft und Pokal sowie der allererste Auswärtssieg eines Vereins aus der Republik Irland in der Championsleague gegen den mazedonischen Meister Sloga Jugomagnat aus Skopje, der den Einzug in die zweite Runde ermöglichte, wo man unglücklich und in der Höhe unverdient mit 1:3 zu Hause und 1:1 auswärts am Rosenborg Trondheim scheiterte. Beginnend mit 2002 konnten drei Meisterschaften in Folge gewonnen werden. In der Champions League scheiterte man 2002 und 2003 jeweils am Erstrundengegner, doch 2004/05 gelang über KR Reykjavík und Hajduk Split der Einzug in die dritte und letzte Qualifikationsrunde. Im Hinspiel in Dublin konnte Deportivo La Coruña noch ein Unentschieden abgerungen, doch das Rückspiel wurde in Spanien mit 0:3 nach einem nahezu ausgeglichenen Spiel mit Toren kurz vor Schluss verloren. Im UEFA-Cup, in den man aus der Champions League gelangte, gelang gegen den OSC Lille wiederum ein Heimunentschieden im Hinspiel, doch verlor man wieder das Rückspiel. 2005 gelang in der Championsleague wieder nach zwei Siegen gegen den Nordirischen Meister Glentoran F.C. der Einzug in die zweite Qualifikationsrunde, wo man an Steaua Bukarest scheiterte. In der Saison 2006/07 erreichte Shelbourne die zweite Runde des UI-Cups, unterlag dann aber Odense BK. Der Klub konnte 2006 jedoch zum fünften Mal innerhalb von sieben Jahren die irische Meisterschaft erringen. 
Nach Ende der 2006er Spielzeit brach die Mannschaft jedoch vollkommen auseinander, nachdem für mehrere Monate keine Gehälter gezahlt worden waren. Trainer und 16 Spieler verließen den Verein, der zuerst aus dem Setanta Sports Cup zurückzog und dem im Februar 2007 vom Lizenzausschuss des irischen Verbandes die Lizenz für die Premier Division entzogen wurde. Nach dem Zwangsabstieg wurden die Shels lediglich für den Spielbetrieb der zweitklassigen First Division zugelassen.
In den Spielzeiten 2012, 2013 und 2020 sowie zuletzt 2022 gelang jeweils die Rückkehr in die erste Liga, in der der Klub seitdem spielt. In der Saison 2024 konnte unter Trainer Damien Duff die erste Meisterschaft nach dem Wiederaufstieg und so der 14. Titel insgesamt gefeiert werden.

## Erfolge
- Irischer Meister (14) 
  - 1926, 1929, 1931, 1944, 1947, 1953, 1962, 1992, 2000, 2002, 2003, 2004, 2006, 2024
- Pokalsieger der Republik Irland (7) 
  - 1939, 1960, 1963, 1993, 1996, 1997, 2000
- Irischer Ligapokalsieger (1) 
  - 1995
- League of Ireland Shield (8)
  - 1922, 1923, 1926, 1930, 1944, 1945, 1949, 1971
- Gesamtirischer Pokalsieger (3)
  - 1906, 1911, 1920

## Europapokalbilanz
| Saison  | Wettbewerb                    | Runde                  | Gegner                     | Gesamt    | Hin           | Rück          |
| ------- | ----------------------------- | ---------------------- | -------------------------- | --------- | ------------- | ------------- |
| 1962/63 | Europapokal der Landesmeister | 1. Runde               | Sporting Lissabon          | 1:7       | 0:2 (H)       | 1:5 (A)       |
| 1963/64 | Europapokal der Pokalsieger   | Qualifikation          | FC Barcelona               | 1:5       | 0:2 (H)       | 1:3 (A)       |
| 1964/65 | Messestädte-Pokal             | 1. Runde               | Belenenses Lissabon        | 1:1       | 1:1 (A)       | 0:0 (H)       |
| 1964/65 | Messestädte-Pokal             | 1. Runde               | Belenenses Lissabon        | 1:1       | 2:1 in Dublin |               |
| 1964/65 | Messestädte-Pokal             | 2. Runde               | Atlético Madrid            | 0:2       | 0:1 (A)       | 0:1 (H)       |
| 1971/72 | UEFA-Pokal                    | 1. Qualifikationsrunde | Vasas Budapest             | 1:2       | 0:1 (A)       | 1:1 (H)       |
| 1992/93 | UEFA Champions League         | 1. Qualifikationsrunde | Tawrija Simferopol         | 1:2       | 0:0 (H)       | 1:2 (A)       |
| 1993/94 | Europapokal der Pokalsieger   | Qualifikation          | Karpaty Lwiw               | 3:2       | 0:1 (A)       | 3:1 (H)       |
| 1993/94 | Europapokal der Pokalsieger   | 1. Runde               | Panathinaikos Athen        | 1:5       | 0:3 (A)       | 1:2 (H)       |
| 1995/96 | UEFA-Pokal                    | 1. Qualifikationsrunde | ÍA Akranes                 | 0:6       | 0:3 (H)       | 0:3 (A)       |
| 1996/97 | Europapokal der Pokalsieger   | Qualifikation          | Brann Bergen               | 2:5       | 1:3 (H)       | 1:2 (A)       |
| 1997/98 | Europapokal der Pokalsieger   | Qualifikation          | FC Kilmarnock              | 2:3       | 1:2 (A)       | 1:1 (H)       |
| 1998/99 | UEFA-Pokal                    | 1. Qualifikationsrunde | Glasgow Rangers            | 3:7       | 3:5 (H)       | 0:2 (A)       |
| 1999    | UEFA Intertoto Cup            | 1. Runde               | Neuchâtel Xamax            | 0:2       | 0:0 (H)       | 0:2 (A)       |
| 2000/01 | UEFA Champions League         | 1. Qualifikationsrunde | FK Sloga Jugomagnat Skopje | 2:1       | 1:0 (A)       | 1:1 (H)       |
| 2000/01 | UEFA Champions League         | 2. Qualifikationsrunde | Rosenborg Trondheim        | 2:4       | 1:3 (H)       | 1:1 (A)       |
| 2001/02 | UEFA-Pokal                    | Qualifikation          | Brøndby IF                 | 0:5       | 0:2 (A)       | 0:3 (H)       |
| 2002/03 | UEFA Champions League         | 1. Qualifikationsrunde | Hibernians Football Club   | 2:3       | 2:2 (A)       | 0:1 (H)       |
| 2003/04 | UEFA-Pokal                    | Qualifikation          | NK Olimpija Ljubljana      | 2:4       | 0:1 (A)       | 2:3 (H)       |
| 2004/05 | UEFA Champions League         | 1. Qualifikationsrunde | KR Reykjavík               | (a)2:2(a) | 2:2 (A)       | 0:0 (H)       |
| 2004/05 | UEFA Champions League         | 2. Qualifikationsrunde | Hajduk Split               | 4:3       | 2:3 (A)       | 2:0 (H)       |
| 2004/05 | UEFA Champions League         | 3. Qualifikationsrunde | Deportivo La Coruña        | 0:3       | 0:0 (H)       | 0:4 (A)       |
| 2004/05 | UEFA-Pokal                    | 1. Runde               | OSC Lille                  | 2:4       | 2:2 (H)       | 0:2 (A)       |
| 2005/06 | UEFA Champions League         | 1. Qualifikationsrunde | Glentoran FC               | 6:2       | 2:1 (A)       | 4:1 (H)       |
| 2005/06 | UEFA Champions League         | 2. Qualifikationsrunde | Steaua Bukarest            | 1:4       | 0:0 (H)       | 1:4 (A)       |
| 2006    | UEFA Intertoto Cup            | 1. Runde               | Vėtra Vilnius              | 5:0       | 1:0 (A)       | 4:0 (H)       |
| 2006    | UEFA Intertoto Cup            | 2. Runde               | Odense BK                  | 1:3       | 0:3 (A)       | 1:0 (H)       |
| 2024/25 | UEFA Conference League        | 1. Qualifikationsrunde | St Joseph’s FC             | 3:2       | 2:1 (H)       | 1:1 (A)       |
| 2024/25 | UEFA Conference League        | 2. Qualifikationsrunde | FC Zürich                  | 0:3       | 0:3 (A)       | 0:0 (H)       |
| 2025/26 | UEFA Champions League         | 1. Qualifikationsrunde | Linfield FC                | 3:2       | 1:0 (H)       | 2:2 n. V. (A) |
| 2025/26 | UEFA Champions League         | 2. Qualifikationsrunde | FK Qarabağ Ağdam           | 0:4       | 0:3 (H)       | 0:1 (A)       |
| 2025/26 | UEFA Europa League            | 3. Qualifikationsrunde | HNK Rijeka                 | 3:4       | 2:1 (A)       | 1:3 (H)       |
| 2025/26 | UEFA Conference League        | Play-offs              | Linfield FC                | -:-       | -:- (H)       | -:- (A)       |

Gesamtbilanz: 63 Spiele, 12 Siege, 17 Unentschieden, 34 Niederlagen, 56:103 Tore (Tordifferenz −47)
Stand: 12. August 2025